# Gustav Heynhold

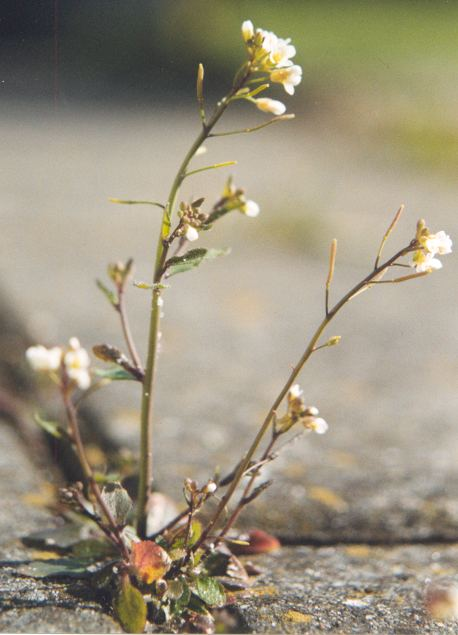
Arabidopsis thaliana

Gustav Heynhold (ou Gustav Heinhold, 1800-1862) est un botaniste allemand ayant exercé aux jardins botaniques de Dresde et de Francfort.

## Biographie
En 1828, lorsqu'il était à Trieste, il publia "Uebersicht der Vegetation in den Umgebungen Triest's; von Hrn. Gustav Heynhold zu Dresden." Sa principale réalisation fut la Nomenclator Botanicus Hortensis, index des noms botaniques de plantes ornementales. Il est l'auteur de la description originale de 426 types de plantes.
En 1841, il change le nom d'Arabis thaliana pour Arabidopsis thaliana (L.) Heynh. Arabidopsis est la première plante ayant vu son génome entièrement séquencé, et représente la principale plante modèle pour les recherches en biologie végétale.